# Скорпены

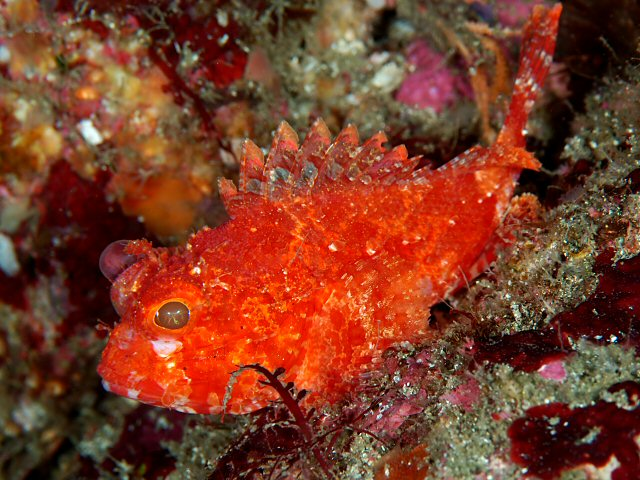

Скорпены, или морские ерши (лат. Scorpaena) — род морских лучепёрых рыб семейства скорпеновых отряда скорпенообразных. Общая длина тела от 4—5 см (S. annobonae, S. ascensionis) до 50 см (S. elongata, S. scrofa). Распространены в Тихом и Атлантическом океанах и морях их бассейнов.

## Виды
В составе рода выделяют 61 вид:
- Scorpaena afuerae
- Scorpaena agassizii
- Scorpaena albifimbria
- Scorpaena angolensis
- Scorpaena annobonae
- Scorpaena ascensionis
- Scorpaena azorica
- Scorpaena bergii
- Scorpaena brachyptera
- Scorpaena brasiliensis
- Scorpaena brevispina
- Scorpaena bulacephala
- Scorpaena calcarata
- Scorpaena canariensis
- Scorpaena cardinalis
- Scorpaena cocosensis
- Scorpaena colorata
- Scorpaena cookii
- Scorpaena dispar
- Scorpaena elachys
- Scorpaena elongata
- Scorpaena fernandeziana
- Scorpaena gasta
- Scorpaena gibbifrons
- Scorpaena grandicornis
- Scorpaena grandisquamis
- Scorpaena grattanica
- Scorpaena guttata
- Scorpaena hatizyoensis
- Scorpaena hemilepidota
- Scorpaena histrio
- Scorpaena inermis
- Scorpaena isthmensis
- Scorpaena izensis
- Scorpaena lacrimata
- Scorpaena laevis
- Scorpaena loppei
- Scorpaena maderensis
- Scorpaena melasma
- Scorpaena mellissii
- Scorpaena miostoma
- Scorpaena mystes
- Scorpaena neglecta
- Scorpaena normani
- Scorpaena notata
- Scorpaena onaria
- Scorpaena orgila
- Scorpaena papillosa
- Scorpaena pascuensis
- Scorpaena pele
- Scorpaena pepo
- Scorpaena petricola
- Scorpaena plumieri
- Scorpaena porcus — Черноморская скорпена, или черноморский морской ёрш, или черноморская скорпена-ёрш, или скорпида
- Scorpaena russula
- Scorpaena scrofa — Золотистая скорпена, или золотой морской ёрш
- Scorpaena sonorae
- Scorpaena stephanica
- Scorpaena sumptuosa
- Scorpaena thomsoni
- Scorpaena tierrae
- Scorpaena uncinata
- Scorpaena wellingtoni Victor, 2013[3]